# Стилидиум
Стилидиум (лат. Stylidium) — род травянистых растений включает в себя около 300 видов, входит в семейство Стилидиевые (Stylidiaceae).
Название рода происходит от др.-греч. στύλος, stylos — колонна или столб, имея в виду необычную репродуктивную систему растения. Опыление достигается за счёт чувствительного «триггера», который представляет собой сросшиеся в цветочную колонку мужские и женские органы. В момент приземления насекомого эта колонка срабатывает и осыпает его пыльцой.
Род относится к хищным растениям, всё растение покрыто железистыми волосиками, которые заманивают, приклеивают и «переваривают» насекомых

## Ботаническое описание

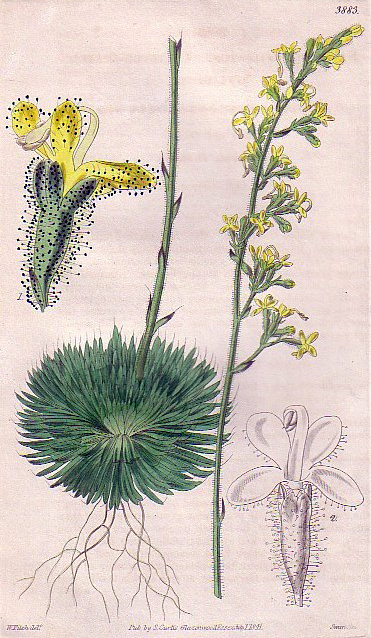
Stylidium ciliated.
Ботаническая иллюстрация из журнала Curtis's Botanical Magazine, 1840

Большинство видов — многолетние травы, некоторые из которых, геофиты с запасающими луковицами. И небольшое число видов — однолетние растения.
Растения очень разнообразны по высоте, от нескольких сантиметров до 180 см. У всех растений прикорневая лиственная розетка, из которой растёт один стебель, при этом некоторые виды имеют распластанную, а другие — плотную вертикальную розетку.
Цветки морфологически мало отличаются друг от друга: четыре лепестка, зигоморфны, опылительная колонна находится ниже плоскости цветка. Размеры колеблются от 0,5 до 3 см. Цвет также различен, но в большинстве случаев это комбинация белого, кремового, жёлтого или розового. Цветки собраны в некое подобие колоса или в зонтик, за исключением Stylidium uniflorum, у которого всего один цветок. Растения цветут в конце весны.
Листья также сильно различаются — от узких, почти шиповидных (Stylidium affine), до широких, розеточных (Stylidium pulviniforme).

## Распространение и экология
Почти все виды являются эндемиками Австралии, из них только четыре вида были найдены за её пределами:
- Stylidium alsinoides — на Филиппинах;
- Stylidium kunthii — в Бенгалии и Мьянме;
- Stylidium tenellum — в Мьянме, некоторых районах Малайзии и Вьетнама;
- Stylidium uliginosum — на Шри-Ланке и южном побережье Китая.

Общее число видов около 300, но только 230 были формально описаны. Большинство произрастают в Австралии, что по числу видов ставит этот род на пятое место в стране, из них в одном только штате Западная Австралия обнаружено 150 видов, из них 50 видов произрастают возле города Перт.
Растения рода стилидиум произрастают на травянистых и песчаных равнинах, пустошах, скалистых склонах, в лесах, по берегам водоёмов и артезианских скважин. Некоторые виды, такие как Stylidium eglandulosum, могут расти на нарушенной почве — по обочинам дорог, просекам и под линиями электропередач. Другие, например Stylidium coronmiforme, очень чувствительны к строению и составу почвы и поэтому встречаются крайне редко.
Опыляются одиночными пчелами и мухами-жужжалами.

## Виды
По информации базы данных The Plant List, род включает 19 видов (ещё 325 видов имеют неопределённый статус):
- Stylidium albolilacinum (F.L.Erickson & J.H.Willis) Lowrie & Carlquist
- Stylidium beaugleholei J.H.Willis
- Stylidium darwinii Punekar & Lakshmin.
- Stylidium despectum R.Br.
- Stylidium inundatum R.Br.
- Stylidium longitubum Benth.
- Stylidium macrocarpum (Benth.) F.L.Erickson & J.H.Willis
- Stylidium merrallii (F.Muell.) T.Durand & B.D.Jacks.
- Stylidium neglectum Mildbr.
- Stylidium preissii (Sond.) F.Muell.
- Stylidium pseudocaespitosum Mildbr.
- Stylidium pygmaeum R.Br.
- Stylidium rhipidium F.L.Erickson & J.H.Willis
- Stylidium roseoalatum F.L.Erickson & J.H.Willis
- Stylidium roseonanum Carlquist
- Stylidium tenellum Sw. ex Willd.
- Stylidium tinkeri Lowrie & Kenneally
- Stylidium uliginosum Sw. ex Willd.
- Stylidium utricularioides Benth.